# 原宪

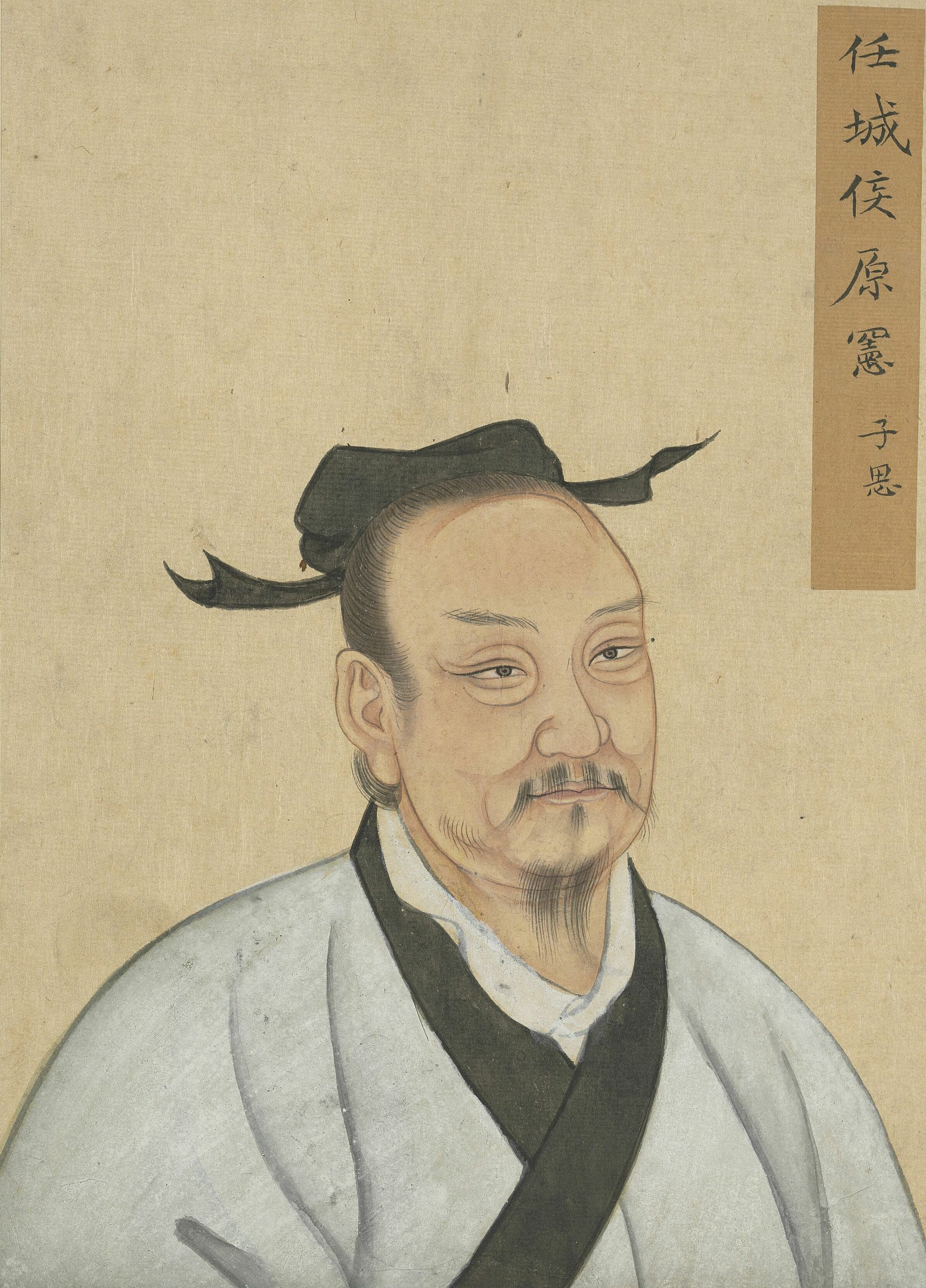
原憲

原憲（前515年—？），字子思，孔子七十二弟子之一。有记载分别说他魯国、宋国、齐国人。
《史记》有關他的記述：
- 子思问耻。孔子曰：“国有道，穀。国无道，穀，耻也。”
- 子思曰：“克伐怨欲不行焉，可以为仁乎？”孔子曰：“可以为难矣，仁则吾弗知也。”

孔子去世后，他在卫国隐居，而子贡亦在卫国为相，子贡探望他，原宪说：“吾闻之，无财者谓之贫，学道而不能行者谓之病。若宪，贫也，非病也。”此外，《论语》有《宪问》一篇。 
唐玄宗尊之为“原伯”，宋真宗加封为“任城侯”。明嘉靖九年改称“先贤原子”。

## 参看
- 孔子
- 孔子弟子列表